# Xysticus kempeleni nigriceps
Xysticus kempeleni là một phân loài nhện trong họ Thomisidae.
Loài này thuộc chi Xysticus. Xysticus kempeleni nigriceps được Eugène Simon miêu tả năm 1932.